# 岩崎美奈子
岩崎美奈子（1975年3月10日—），日本插画家，出生于新潟县，目前居于埼玉县。

## 简历
中学时代以“ミーちゃん”（ME-CHAN）为笔名在《POPCOM》《テクノポリス》等电脑游戏杂志上投稿插图（以《伊苏》系列角色为主），也参与过Falcom代代木专营店举行的绘图比赛应募。1993年中学毕业后入社日本Falcom，期间担任《英雄传说卡卡布三部曲》与《伊苏》系列角色设计等绘图工作，约五年后从Falcom离职成为自由插画家。目前以轻小说封面与插图、游戏人物设计等工作为主，也有进行漫画连载等创作活动。

## 人物
- 曾是ATLUS《女神转生》系列外传《女神异闻录PERSONA》爱好者，画风也曾受ATLUS社人设绘师金子一马的影响。退社初期以“ME-CHAN”身份发表多本《女神异闻录》系列同人志，也多次参与女神转生系列商业漫画合志绘图。但目前已极少参与同人志与商业合志活动。
- 从Falcom退社后，仍有继续参与Falcom的绘图工作，如Windows版《白发魔女》人物设计与视觉插图，《海之槛歌》视觉插图，《永远的伊苏II》人物设计、CG绘图与视觉插图等。2004年，由bandai代理发行的PSP版《英雄传说卡卡布三部曲》也邀请岩崎美奈子担任全三部的人物设计。
- 与新海诚、天门、水泽夕纪皆为Falcom前社员，也曾为天门与水泽夕纪退社后的个人独立音乐专辑绘制插图。

## 作品列表

### 游戏角色设计
- 日本Falcom（电脑游戏）
  - 1994年 - 英雄传说3：白发魔女（PC98版）
  - 1995年 - 伊苏V
  - 1996年 - 英雄传说4：朱红的泪（PC98版）
  - 1998年 - 永远的伊苏
  - 1999年 - 新英雄传说3：白发魔女（Windows版）
  - 2000年 - 永远的伊苏II
  - 2004年 - 英雄传说卡卡布三部曲（PSP版）
- Gruppo One（电脑游戏）
  - 2000年 - 风之探索者 -GRAND SLAM-
  - 2002年 - 风之探索者 大陆篇 -Eternal Flame-
  - 2003年 - 风之探索者 2 -Shadow kingdom-
- Asmik-ACE
  - 2004年 - 转生學園幻蒼録 （PS2）
  - 2006年 - 转生學園月光録 （PS2）
- Marvelous Interactive Inc.
  - 2006年 - Rune Factory -新牧場物語- （NDS）
  - 2008年 - Rune Factory2 （NDS）
  - 2008年 - Rune Factory Frontier （Wii）
  - 2009年 - Rune Factory3 （NDS）
  - 2011年 - Rune Factory Ocean （Wii/PS3）
  - 2012年 - Rune Factory4 （3DS）
- Idea Factory
  - 2008年 -  （PS2/人设原案）
  - 2009年 - L2 Love×Loop （PS2）
  - 2009年 -  （PSP）

### 其他Falcom相关参与作品
- 1994年　Brandish3 （图像设定）
- 1995年　风之传说2 （图像设定）
- 1995年　Revival Xanadu （图像设定）
- 1997年　新英雄传说 （图像设定、视觉图）
- 1999年　英雄传说5：海之槛歌 （图像设定、视觉图）
- 2005年　VmJapan（PS2版，Asmik-ACE代理） （特典画册插图）

### 小说插图
- 1998-2001年 - 系列 （著： / 全10卷）
- 2002-2006年 - 系列 （著： / 全6卷）
- 2002-2004年 - Queen's Guard系列 （著： / 全3卷）
- 2004-2007年 - 天空之钟响彻惑星系列 （著：渡瀬草一郎 / 全13卷）
- 2006年至今 - 系列 
- 2007-2009年 - 系列 （著： / 全6卷）
- 2011-2012年 - 系列 （著： / 全3卷）
- 2001年 -  
- 2004年 -  
- 2005年 -  
- 2005年 -  
- 2005年 -  
- 2006年 -  
- 2007年 - 
- 2009年 - 
- 2012年 -  （著：内野月化）
- 2012年 -  （著：梨屋アリエ）
- 2013年 -  （著：清水文化）

### 漫画
- （连载，原作：高里椎奈）
- 解放者（短篇，收录于Fami通Bros 2002年7・8月号）
- 声にならない想い （短篇，收录于）

## 画集
- 2006年 - 《岩崎美奈子 Art works》 （Softbank）
- 2006年 - 《英雄传说卡卡布 Complete Art Books》 （新纪元社）
- 2008年 - 《岩崎美奈子 转生学园幻苍录/月光录 ART WORKS》 （Softbank）